# トレヴァー・モーガン
トレヴァー・モーガン（Trevor Morgan、1986年11月26日 - ）はアメリカ合衆国イリノイ州シカゴ出身の俳優。

## 人物
イリノイ州のシカゴに、四人兄妹の末っ子として生まれる。母は家政婦で、父は貿易業者。モーガンが5歳のときに家族はカリフォルニア州のオレンジ郡に引越し、そこで様々なテレビCMに出演した。1997年に家族はロサンゼルスに引越したため、更に俳優業に進めるようになった。

## キャリア
モーガンははじめマクドナルドなど幾つかのCMに登場した。彼は長編特作映画『The Family Plan』で初めてブレイクし、『Barney's Great Adventure』へ出演した。『リメンバー・エイプリル』で主役を演じた。共演したハーレイ・ジョエル・オスメントはその後『シックス・センス』で主役を演じ、モーガンは今度はいじめっ子を演じた。
『パトリオット』のために子役を数人探していたメル・ギブソンはモーガンを見て、彼に映画のオーディションを受けるように勧めた。
モーガンは『ジュラシック・パークIII』と『グラスハウス』に出演した。その間テレビドラマ『Empire Falls』や『さよなら、僕らの夏』、『Off the Black』、『Local Color』、野球映画『Chasing 3000』に登場。テレビシリーズの『ER緊急救命室』の五話でがん患者を演じた。この役で1998年の全米映画俳優組合賞を主演たちと一緒に受賞した。テレビでの出演はディズニーのテレビ映画『Genius』やバイアコム/ショウテレビの『In the Dog House』、CBSの『Touched by an Angel』、20世紀フォックスの『Fire Co. 132』、ABCの『Missing Persons』がある。

## 主な出演作品
| 公開年 | 邦題 原題                                           | 役名                 | 備考 |
| ------ | --------------------------------------------------- | -------------------- | ---- |
| 1999   | シックス・センス                                    | トミー               |      |
| 2000   | パトリオット The Patriot                            | ネイサン・マーティン |      |
| 2001   | ジュラシック・パークIII Jurassic Park III           | エリック・カービー   |      |
| 2001   | グラスハウス The Glass House                        | レット・ベイカー     |      |
| 2004   | さよなら、僕らの夏 Mean Creek                       | ロッキー             |      |
| 2008   | あいつはママのボーイフレンド My Mom's New Boyfriend | エディ               |      |

## 参照
1. 1 2  “Dino-Mite - Jurassic Park III, Trevor Morgan : People.com”.  People (2001年8月6日). 2011年6月3日閲覧。
2. ↑  “Trevor Morgan: Biography, Photos, Movies, TV, Credits”.   Hollywood.com. 2013年1月25日時点のオリジナルよりアーカイブ。2011年6月3日閲覧。